# Правило Стайкоса
Правило Стайкоса — правило  економіко-  екологічного сприймання, сформульоване  американським вченим Дж. М. Стайкосом (1970), згідно якому всі найважливіші соціальні зміни (а також зміни середовища) не бувають до кінця здійснені, поки не пройдуть наступні чотири фази:
1. ні розмов, ні дій (економічний розвиток при відсутності екологічних обмежень);
2. розмови, ніякої дії (виникнення екологічних обмежень);
3. розмови, початок дій (домінанта охорони природи з екологічними обмеженнями);
4. кінець розмов, дії (все заради виживання).

Закон шагреневої шкіри і правило «екологічне — економічно» мають те обмеження, що на перших етапах вся увага людей залучена до власного забезпечення.  Зовнішнє середовище виробництва приймається як необмежене, невичерпне. Не враховується і психологічно не може бути врахований принцип розумної достатності та допустимого ризику. Виникає мета, і вона виправдовує засоби. Мається квазіблагополуччя, а загрози, що виникли, не усвідомлюються, оскільки вони далекі за часом. Все це справедливо лише в умовах великого запасу  ресурсів. Чим їх запас менший, тим ощадливішим має ставати господарство в своїх же власних інтересах. Однак і при дуже низькому мінімумі ресурсокористування здійснюватися не може, адже невигідно виробляти вироби занадто високої якості. Тому ринково встановлюється якась норма експлуатації природних ресурсів і середовища життя. Шагренева шкіра не може не стискатися, як не можна не старіти в індивідуальному житті. Співвідношення експансії в природу і її збереження — завжди історично обумовлена норма. У наш час вона вже наблизилася до такої величини, що екологічне завжди стає економічним. В іншому випадку соціальний збиток виявляється занадто великим і суспільно неприйнятним.